# Diéoura
Diéoura is een gemeente (commune) in de regio Kayes in Mali. De gemeente telt 11.800 inwoners (2009).
De gemeente bestaat uit de volgende plaatsen:
- Diéoura
- Foulanguédou
- Madina - Bambara
- Niankan
- Tassara